# Rockwell (betűtípus)
A Rockwell betűtípus az egyiptomi családba tartozik, itt a serifek majdnem olyan szélesek, mint a betűk fő vonásai. Ez különösen hasznossá teszi címsorokban, díszítésekben és reklámfeliratokban.
Alapja egy valamivel sűrűbb egyiptomi betűtípus (Litho Antique) volt, amit a Monotype tervezett 1933-ban, Frank Hinman Pierpont felügyelete alatt.